# Adolph Friedländer
Adolph Friedländer (17 de abril de 1851-7 de julio de 1904) fue un famoso litógrafo alemán de carteles y un editor procedente de Hamburgo. Su imprenta produjo más de 9000 carteles entre 1872 y 1935, principalmente para artistas, magos y artistas de circo y vodevil. Primero aprendió litografía en la tienda de su padre en Hamburgo, recibió capacitación formal en Berlín y volvió a operar de manera independiente en 1872. Primero concentrándose en logos para negocios, se dedicó a la impresión de carteles para atender a los muchos artistas e intérpretes que operaban cerca del lugar de su negocio.
Friedländer expandió su negocio para cubrir la impresión de manuscritos y estableció dos revistas. El primero fue Der Kurier (El mensajero), que funcionó desde 1890 hasta 1901, y luego Der Anker (El ancla), que funcionó desde 1902 hasta 1928. Después de su muerte, los hijos de Friedländer, Otto Max y Ludwig se hicieron cargo de las operaciones. El negocio sufrió mucho cuando estalló la Primera Guerra Mundial porque la industria del entretenimiento, el alma de la imprenta, se detuvo. El negocio repuntó en la década de 1920, pero en 1928 intervino la Gran Depresión. Después de que el régimen nazi llegó al poder en 1933, el negocio, administrado por una familia judía pero un Devisenbringer, una empresa que trajo divisas, se le permitió continuar durante unos años más, pero finalmente se cerró.

## Recepción
Los carteles de Friedländer se pueden encontrar en tiendas de anticuarios, en colecciones privadas y en museos como el Münchner Stadtmuseum. Desde finales de la década de 1970, sus carteles han llamado cada vez más la atención, apareciendo en exposiciones y trabajos publicados. Aproximadamente 200 carteles fueron publicados en 1979 por Ruth Malhotra. En 2002, Stephan Oettermann y Jan J. Seffinga crearon un índice de carteles de Friedländer que contenía descripciones detalladas de las obras y una extensa bibliografía; en 2004 se publicó una cuarta edición revisada. Una colección privada holandesa está disponible en línea.
Los pósteres de Friedländer a menudo se han reimpreso y están disponibles en muchas fuentes. A pesar de su procedencia reconocible, no todos los diseños de los carteles de Friedländer mostraban la marca de su impresora, ni la nota de autoría directa a veces incluía: «Lith Adolph Friedländer Hamburg». En consecuencia, se cree que todavía existen diseños originales que aún no se han encontrado.

## Galería

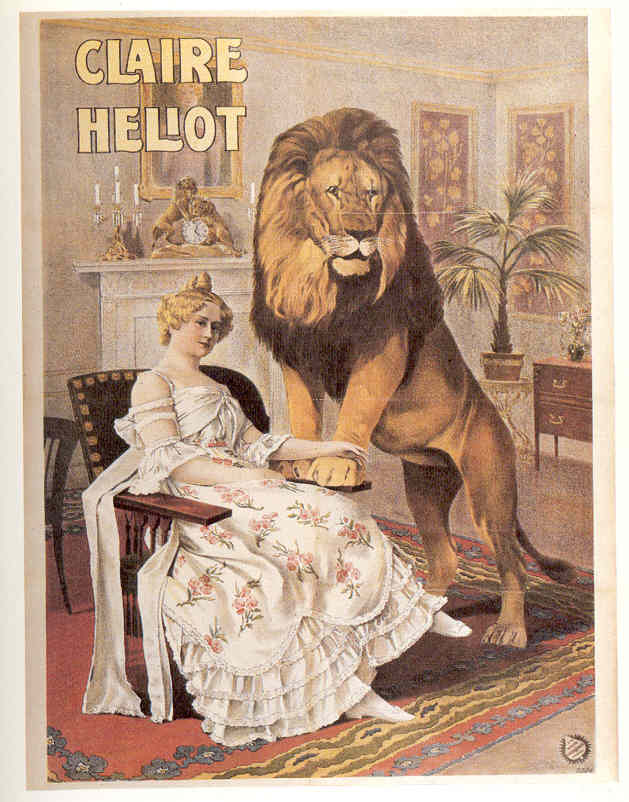
Claire Heliot (1903).
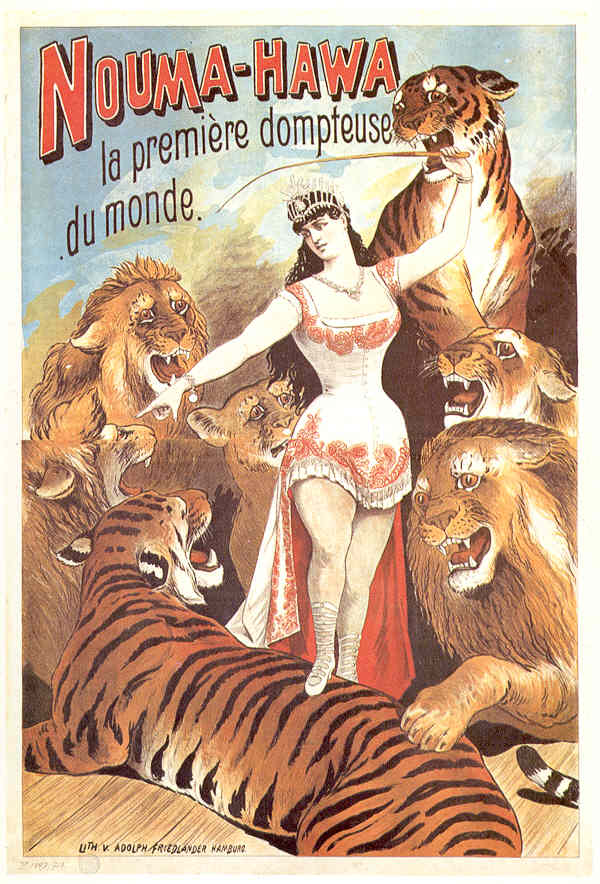
Nouma Hawa, la primera domadora del mundo (1888/1889).
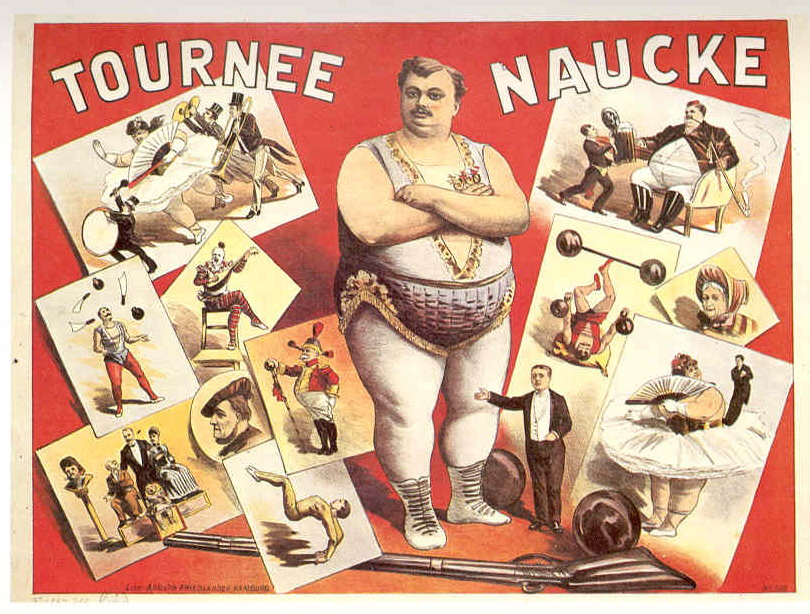
Tournee Naucke. (1893/1894).
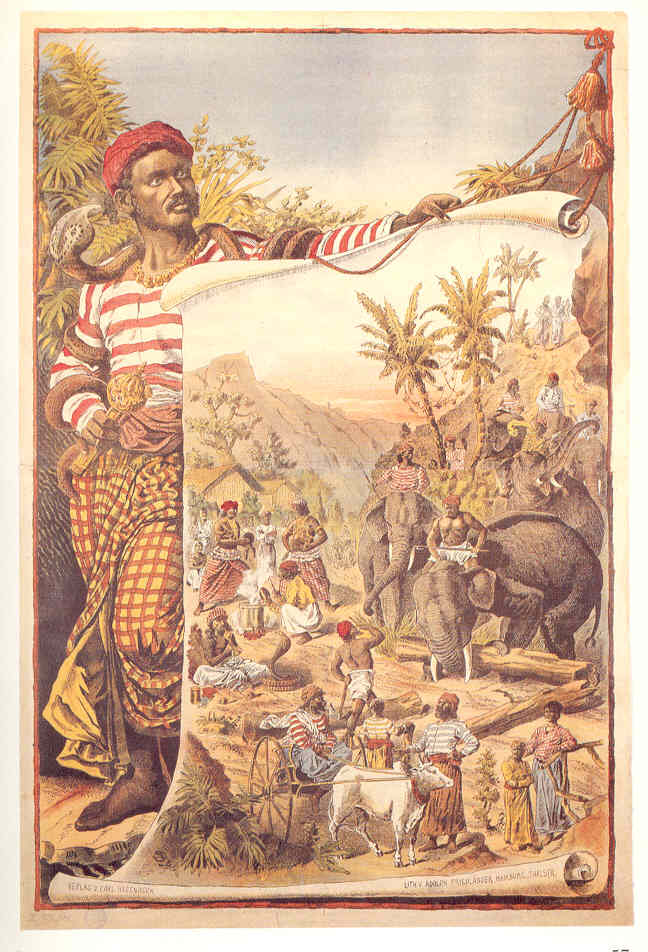
Cartel para una presentación etnográfica de Carl Hagenbeck (1886).
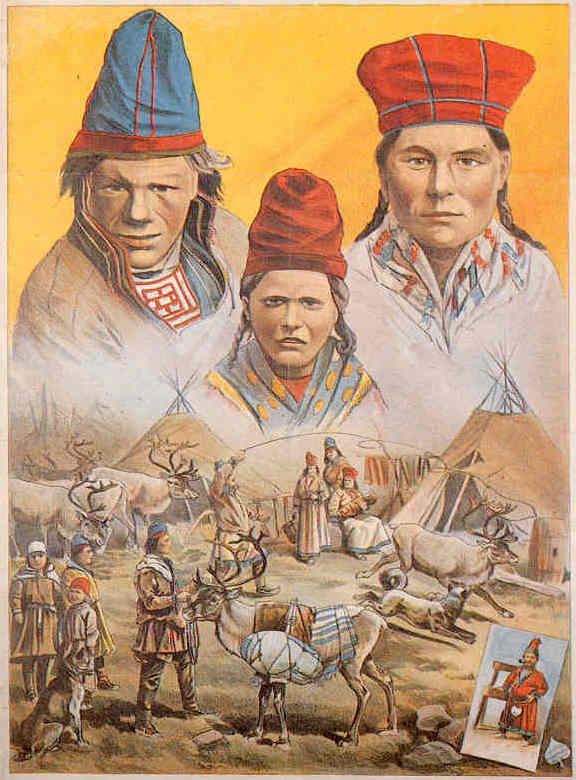
Cartel para una presentación etnográfica (samis) de Carl Hagenbeck (1893/1894).
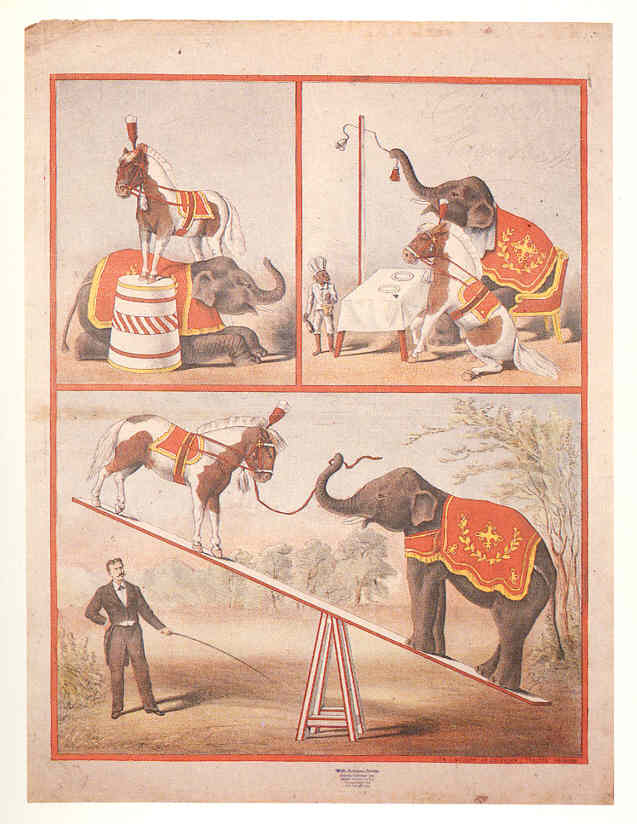
Cartel de circo (1888 o anterior).
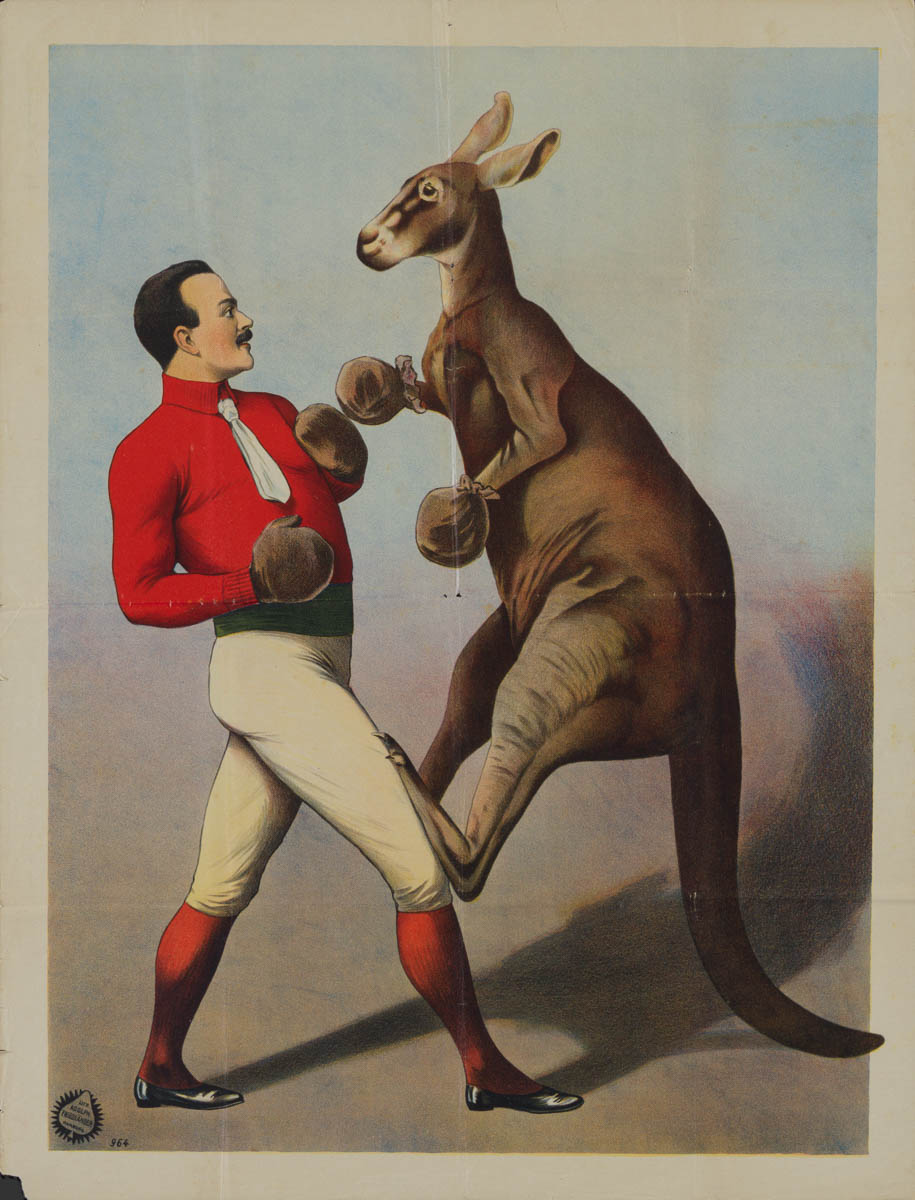
Cartel de boxeo con canguro (década de 1890 #964).